# Vinícius Silva Soares
Vinícius Silva Soares (født 13. april 1989) er en brasiliansk fodboldspiller.